# English Township (comté de Lucas, Iowa)
English Township est un township du comté de Lucas en Iowa, aux États-Unis,.
Il est fondé en 1852.